# قاموس الكتاب المقدس الفارسي
قاموس الكتاب المقدس الفارسي هو مرجع لأسماء الكتاب المقدس باللغة الفارسية. ألَّفه الأمريكي جيمس دبليو هوكس [الإنجليزية]
 في محاولة التبشير والتنصير لبلاد فارس.